# Ciak d'oro 2007
La 22ª edizione dei Ciak d'oro si è tenuta il 5 giugno 2007.

## Vincitori e candidati
I vincitori sono indicati in grassetto, a seguire gli altri candidati.

### Miglior film
- Nuovomondo di Emanuele Crialese

### Miglior regista
- Ferzan Özpetek - Saturno contro

### Migliore attore protagonista
- Elio Germano - Mio fratello è figlio unico

### Migliore attrice protagonista
- Margherita Buy - Saturno contro

### Migliore attore non protagonista
- Ninetto Davoli - Uno su due
  - Alessandro Haber- La sconosciuta e Le rose del deserto
  - Ennio Fantastichini - Saturno contro
  - Luca Argentero - A casa nostra e Saturno contro
  - Luca Zingaretti - Mio fratello è figlio unico

### Migliore attrice non protagonista
- Sabrina Impacciatore - N (Io e Napoleone)
  - Ambra Angiolini - Saturno contro
  - Angela Finocchiaro - Mio fratello è figlio unico
  - Anna Bonaiuto - Mio fratello è figlio unico
  - Claudia Gerini - La sconosciuta
  - Laura Chiatti - A casa nostra

### Migliore produttore
- Donatella Botti - L'aria salata, A casa nostra
  - Carlo Degli Esposti, Giorgio Magliulo e Andrea Costantini - Anche libero va bene
  - Nicola Giuliano, Francesca Cima e Domenico Procacci - L'amico di famiglia
  - Riccardo Tozzi, Giovanni Stabilini e Marco Chimenz - Mio fratello è figlio unico
  - Fabrizio Mosca - Nuovomondo

### Migliore opera prima
- Kim Rossi Stuart - Anche libero va bene

### Migliore sceneggiatura
- Linda Ferri, Kim Rossi Stuart, Domenico Starnone, Francesco Giammusso - Anche libero va bene
  - Ermanno Olmi - Centochiodi
  - Giuseppe Tornatore - La sconosciuta
  - Daniele Luchetti, Sandro Petraglia, Stefano Rulli - Mio fratello è figlio unico
  - Emanuele Crialese - Nuovomondo

### Migliore fotografia
- Luca Bigazzi - L'amico di famiglia e La stella che non c'è
  - Stefano Falivene - Anche libero va bene
  - Fabio Olmi - Centochiodi
  - Mario Amura - In memoria di me
  - Fabio Zamarion - La sconosciuta

### Migliore sonoro
- Daghi Rondanini e Emanuele Cecere - L'amico di famiglia
  - Mario Iaquone, Luigi Melchionda - Anche libero va bene
  - Gianluca Castamagna, Francesco Sabez - Apnea
  - Remo Ugolinelli, Alessandro Palmerini - L'aria salata
  - Bruno Pupparo, Simone Carnesecchi - La cena per farli conoscere
  - Remo Ugolinelli, Alessandro Palmerini - La stella che non c'è

### Migliore scenografia
- Francesco Frigeri - N (Io e Napoleone) e Mio fratello è figlio unico
  - Maurizio Leonardi - In memoria di me
  - Lino Fiorito - L'amico di famiglia
  - Tonino Zera - La sconosciuta
  - Carlos Conti - Nuovomondo

### Migliore montaggio
- Mirco Garrone - Mio fratello è figlio unico
  - Marco Spoletini - Anche libero va bene
  - Paolo Cottignola - Centochiodi
  - Francesca Calvelli - In memoria di me
  - Libero De Rienzo - Sangue - La morte non esiste

### Migliore costumi
- Maria Rita Barbera - Mio fratello è figlio unico
  - Lina Nerli Taviani - La masseria delle allodole
  - Francesca Sartori - Le rose del deserto
  - Maurizio Millenotti - N (Io e Napoleone) e Centochiodi
  - Mariano Tufano - Nuovomondo

### Migliore colonna sonora
- Neffa - Saturno contro
  - Ennio Morricone - La sconosciuta
  - Franco Piersanti - Mio fratello è figlio unico
  - Tiromancino - Nero bifamiliare
  - Antonio Castrignanò - Nuovomondo

### Miglior manifesto
- Nuovomondo

### Migliore film straniero
- La ricerca della felicità di Gabriele Muccino

### Ciak d'oro Mini/Skoda Bello & Invisibile
- Sangue - La morte non esiste di Libero De Rienzo

### Ciak d'oro alla carriera
- Milena Vukotic

### Ciak d'oro alla rivelazione dell'anno
- Ambra Angiolini

### Super Ciak d'oro
- Margherita Buy e Christian De Sica